# Achyropsis fruticulosa
Achyropsis fruticulosa är en amarantväxtart som beskrevs av Charles Baron Clarke. Achyropsis fruticulosa ingår i släktet Achyropsis och familjen amarantväxter. Inga underarter finns listade i Catalogue of Life.